# 滝畑ダム
滝畑ダム（たきはたダム）は大阪府河内長野市滝畑、一級河川・大和川水系石川の上流部に建設されたダムである。大阪府滝畑ダム管理事務所が管理する。

## 概要
大阪府によって建設された補助多目的ダム。1967年に工事着手、1981年竣工。アーチ式ダムのように堤体がカーブを描いているが、構造上は重力式コンクリートダムであり、堤高は62.0m。石川流域の治水と耕作地への灌漑用水供給、河内長野市及び富田林市への上水道供給が目的である。現在完成している大阪府内のダムでは、最大規模のダムである。
周辺には遊歩道やキャンプ場が整備され、奥河内の行楽地のひとつとなっている。渡り鳥の飛来も見られ、特にオシドリが有名で新河内長野八景に「滝畑ダムのオシドリ」として登録されている。ダム下流部の右岸の岩壁には地蔵菩薩、観音菩薩の二体の磨崖仏が彫られており、堤体からも見ることができる。ダム上流には滝畑四十八滝があり、合わせて大阪みどりの百選に選定されている。

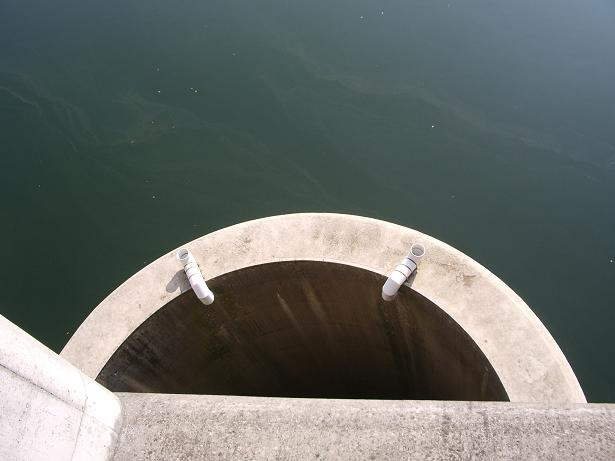
滝畑ダムの非常洪水吐き:一定水位に達すると穴から自動的に水が流れ落ちる
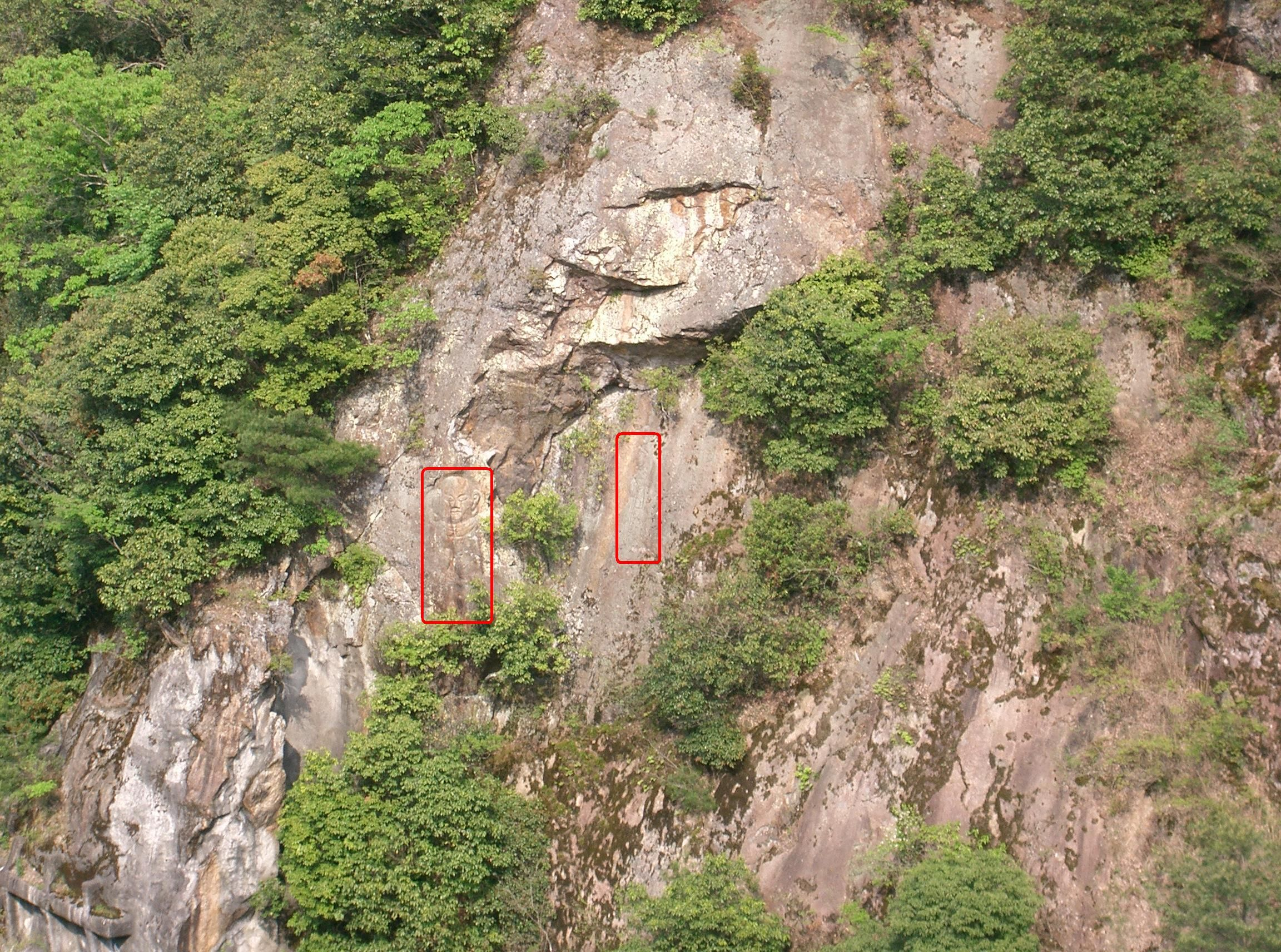
ダム下流部の右岸の岩壁に彫られた二体の磨崖仏（注：赤線で囲った部分）
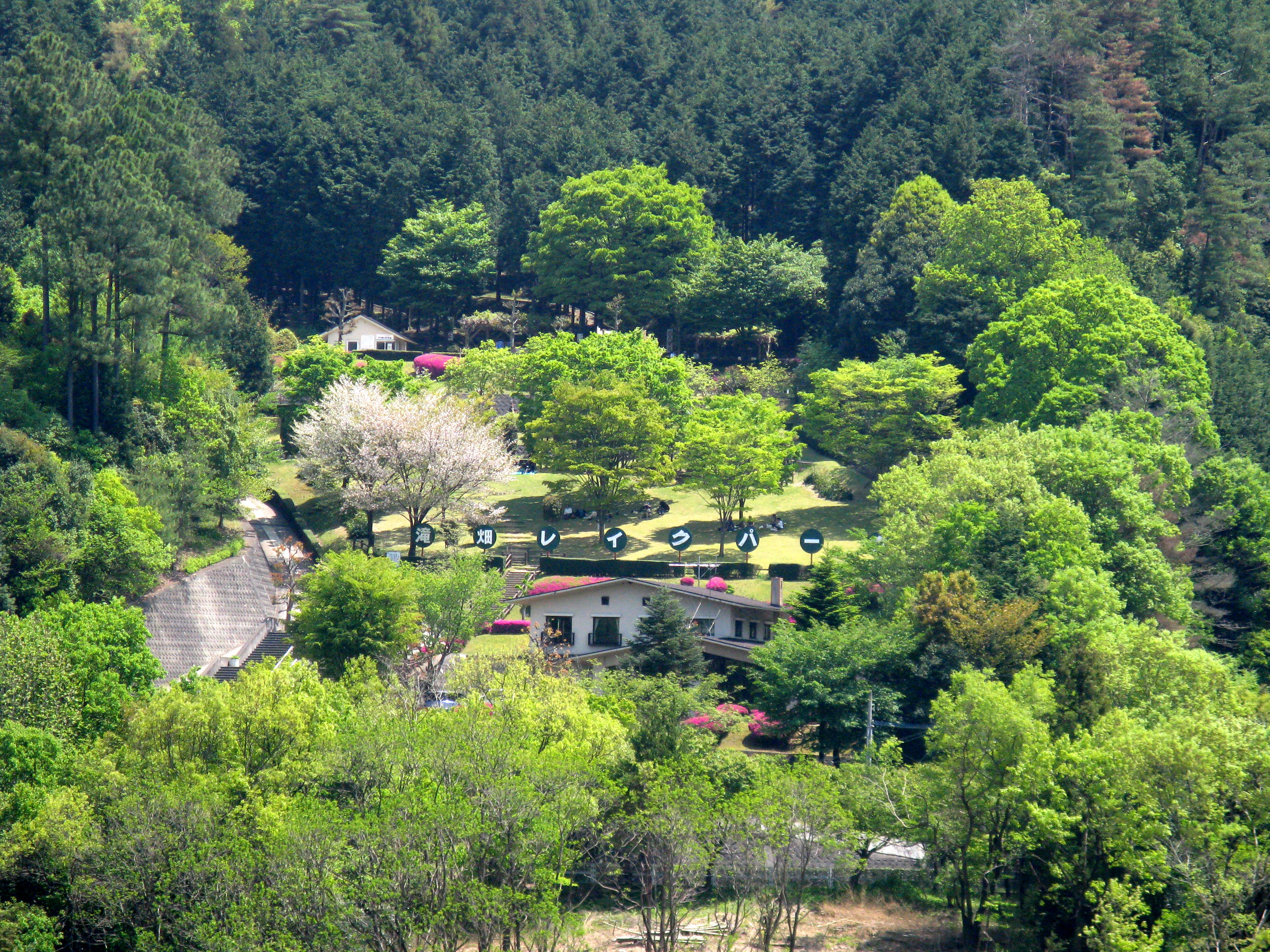
ダムの近くの滝畑レイクパーク

## アクセス

### 公共交通
- 南海高野線および近鉄長野線 河内長野駅から日野・滝畑コミュニティバス「滝畑ダム行き（400、419、419V系統）」に乗車し、「滝畑ダムサイト」バス停下車すぐ。

### 車
- 国道170号（大阪外環状線）で河内長野市天野町の天野山第一トンネルを抜けてから分岐点を左折して突き当りを右折（滝畑方面）。関西サイクルスポーツセンターを経由したのち、右折し府道218号と府道61号で到着できる。[3]

## 周辺施設
- 滝畑ふるさと文化財の森センター
- 岩湧の森「四季彩館」
- 関西サイクルスポーツセンター